# Фрунзенское сельское поселение (Смоленская область)
Фрунзенское сельское поселение — упразднённое муниципальное образование в составе Дорогобужского района Смоленской области России.
Административный центр — деревня Садовая.
Образовано Законом Смоленской области от 20 декабря 2004 года. Упразднено Законом Смоленской области от 25 мая 2017 года с включением всех входивших в его состав населённых пунктов в Михайловское сельское поселение.

## Географические данные
- Расположение: северо-западная часть Дорогобужского района
- Общая площадь: 184,61 км²
- Граничило:
  - на севере — с Сафоновским районом
  - на востоке — с Михайловским сельским поселением
  - на юго-востоке — с Дорогобужским городским поселением
  - на юге — с Слойковским сельским поселением
  - на западе — с Усвятским сельским поселением
- По территории поселения проходят железная дорога «Сафоново—Дорогобуж», станции: Струково (не используется).
- По территории поселения проходит автомобильная дорога Р137 «Сафоново—Рославль».
- Крупные реки: Днепр, Перемча.

## Население
| 2007 | 2011 | 2012 | 2013 | 2014 | 2015 | 2016 |
| ---- | ---- | ---- | ---- | ---- | ---- | ---- |
| 931  | ↘826 | ↘819 | ↘818 | ↘785 | ↘771 | ↘762 |
| 2017 |      |      |      |      |      |      |
| ↘736 |      |      |      |      |      |      |

## Населённые пункты
На территории поселения находилось 15 населённых пунктов:
- Садовая, деревня
- Бабаедово, деревня
- Белавка, деревня
- Бизюково, деревня
- Борздилово, деревня
- Василисино, деревня
- Ивановское, деревня
- Клешники, деревня
- Кузнецово, деревня
- Лелявино, деревня
- Прослище, деревня
- Роги, деревня
- Рязань, деревня
- Струково, деревня
- Будка железной дороги 21-й км, деревня